# Uranotaenia leiboensis
Uranotaenia leiboensis är en tvåvingeart som beskrevs av Chu 1981. Uranotaenia leiboensis ingår i släktet Uranotaenia och familjen stickmyggor. Inga underarter finns listade i Catalogue of Life.